# (15582) Russellburrows
(15582) Russellburrows (2000 GZ73) – planetoida z pasa głównego asteroid okrążająca Słońce w ciągu 5,21 lat w średniej odległości 3 j.a. Odkryta 5 kwietnia 2000 roku.